# Heinrich Jacob Sivers

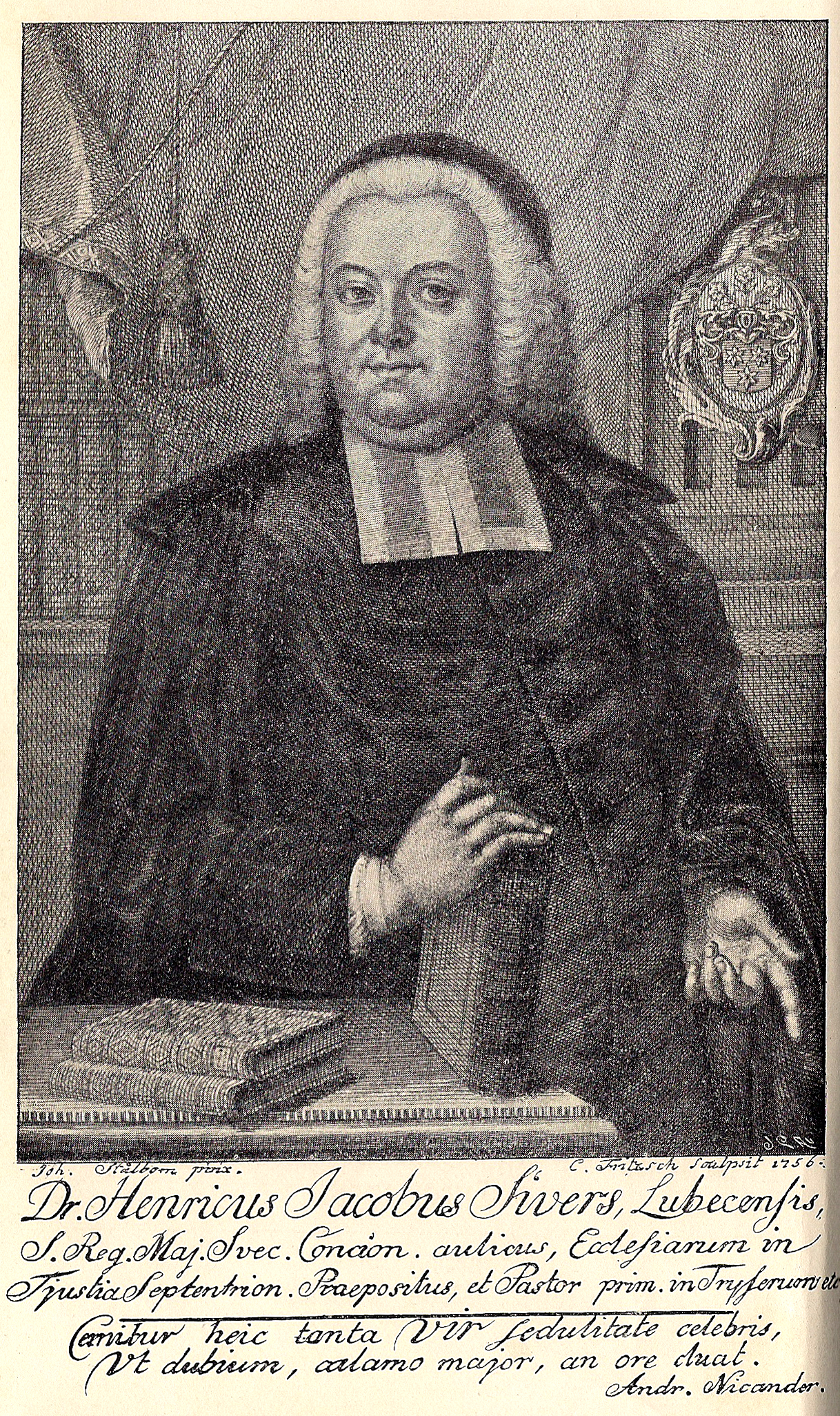
Heinrich Jacob Sivers, 1756

Heinrich Jacob Sivers, auch Henrich Jacob Sivers (* 8. April 1709 in Lübeck; † 8. August 1758 in Tryserum, heute zur Gemeinde Valdemarsvik) war ein deutscher evangelisch-lutherischer Theologe, Pfarrer und Gelehrter.

## Ausbildung
Heinrich Jacob Sivers war ein Sohn von Hinrich Sivers (* 23. Juni 1674 in Lübeck; † 6. November 1736 ebenda) und dessen Ehefrau Regina Catharina, geborene Pagendarm (* 1688; begraben am 20. April 1762 in Lübeck), der Tochter von Johann Jacob Pagendarm und Schwester von Hermann Heinrich Pagendarm und Johann Gerhard Pagendarm.
Sivers ging bis 1725 auf das Katharineum zu Lübeck, an dem sein Vater als Kantor tätig war. Das Katharineum stand unter der Leitung des Vertreters der Lutherischen Orthodoxie Johann Henrich von Seelen, den Sivers bewunderte. Von Seelen gehörte anscheinend früh zu Sivers Unterstützern. 1725 wechselte Sivers an das Akademische Gymnasium in Hamburg und im Folgejahr an die Universität Kiel. Er begann zunächst ein Jurastudium, wechselte aber wenig später zur Theologie. Aufgrund einer Erkrankung seines Vaters kam er 1727 für kurze Zeit erneut nach Lübeck. Danach zog er nach Rostock, wo er umgehend als Poet und Gelehrter schriftstellerisch tätig war und im September 1728 im Alter von 19 Jahren zum Magister promoviert wurde.

## Anfänge in Rostock und Lübeck
Ab 1728 schrieb Sivers in Rostock, später in Lübeck, diverse Werke zu Theologie und Literatur. Dazu gehörte die Wochenschrift „Satyrischer Patriot“ aus dem Jahr 1730. Er orientierte sich bei seinen moralisch-belehrenden Gedichten an den Richtlinien von Martin Opitz. Seine Verse führten zu ersten literarischen Auseinandersetzungen.
Nach der Promotion am 21. September 1728 an der Rostocker Universität gab Sivers dort auch Vorlesungen. Er selbst schrieb hierzu, dass er diese „mit nicht geringem applausu“ gehalten habe. In Rostock äußerte er sich als entschieden Orthodoxer polemisch gegenüber Erik Pontoppidan, der pietistische Standpunkte vertrat. Ende 1730 ging Sivers zurück nach Lübeck. Zu diesem Zeitpunkt war er ein kaiserlich gekrönter Poet und Kandidat des Geistlichen Ministeriums. Er hatte zuvor in Lübeck die „Opuscula academica Varno-Balthica“ verfasst, das ein Vorwort seines Rektors von Seelen enthielt. Die Bibliotheca Lubecensis hatte als periodisches Organ der dortigen Gelehrten wiederholt über ihn berichtet, so dass er in Lübeck schon als Schriftsteller bekannt war.
In Lübeck sagte Sivers im Dezember 1730, dass er ein „itzt lebendes gelehrtes Lübeck“ schaffen wolle, das im folgenden Lübecker Reformationsjahr 1732 erscheinen sollte, aber nie realisiert wurde. Große Erfolge feierte er jedoch mit mehreren Beschreibungen seltener Versteinerungen. Diesen gab er Kupferstiche bei und sandte sie an Gelehrte. Das erste Werk, die „Curiosa Niendorpensia“ versah er mit einer Widmung für die Preußische Akademie der Wissenschaften, der er seit 1731 angehörte. Darin beschrieb er einen Stein, den er am Strand von Niendorf (Timmendorfer Strand) gefunden hatte und von dem er behauptete, dass er ein Notenzeichen trage. Hierfür erhielt er nicht nur Lob, sondern auch Spott. In neuerer Literatur wird er jedoch als wiederentdeckter „Petrefaktensammler des frühen 18. Jahrhunderts“ bezeichnet.

## Auseinandersetzungen mit Christian Ludwig Liscow
In Lübeck verspottete ihn der Satirendichter Christian Ludwig Liscow, der hier von 1729 bis 1734 lebte. Liscow verfasste über Sivers drei Satiren, in denen er ihn als Paradebeispiel eines „elenden Scribenten“ darstellte. Zudem kursierte eine Parodie über Sivers angekündigtes „itz lebendes gelehrtes Lübeck“ aus dem Januar 1731, die Liscow verfasst haben könnte, wofür jedoch Nachweise fehlen. Zudem ist unklar, wie stark ihn persönliche Motive zu seinen Schmähschriften motivierten.
1732 veröffentlichte Sivers eine kommentierte Passionsharmonie, auf die ein ironischer Verriss im Hamburgischen Correspondenten folgte. Sivers vermutete Liscow als dessen Autor und schrieb eine wortgewaltige Gegenrede, die er an die Gelehrten Lübecks richtete und die ebenfalls im Correspondenten erschien. Liscow beantwortete Sivers Beitrag anonym im selben Jahr mit einer „Kläglichen Geschichte von der jämmerlichen Zerstöhrung der Stadt Jerusalem“. Diese habe er „nach dem Geschmacke des M. Heinrich Sievert erläutert“.
Liscow schrieb weitere Satiren, so über Sivers „Descriptio lapidis musicalis Niendorpensis“ und im Jahr 1732 „Vitrea fracta oder Schreiben des Ritters Robert Clifton an einen gelehrten Samojeden, betreffend die seltsamen und nachdenklichen Figuren, welche derselbe auf einer gefrorenen Fensterscheibe wahrgenommen“. Im letztgenannten Text verkörperte ein „Mr. Makewind“ Sivers, der ein „Raritätenkabinett“ unterhält und aufgrund seiner Aufnahme in die Akademie der Wissenschaften Spott erfährt.
In einer dritten Satire schrieb Liscow, wenig verschlüsselt, dass ein Lucas Hermann Backmeister († 1750) die erste Parodie geschrieben habe. Somit wurde der gleichnamige Pastor der Lübecker Landgemeinde Breitenfelde, der als brav und treuherzig galt, Teil der Auseinandersetzungen zwischen Sivers und Liscow. Zu Sivers Unterstützern zählte das Geistliche Ministerium. Liscow hatte seine Anhänger im aufgeklärten literarischen Umfeld Friedrich von Hagedorns in Hamburg, dem er seine Spottgeschichten zukommen ließ. Sivers sprach von der Kanzel einen Fluch gegen Liscow aus und hatte offensichtlich eine große Gemeinde als Zuhörer. In schwedischer Literatur ist mitunter zu lesen, dass andere Theologen aus dem Geistlichen Ministerium Sivers um dessen große Anzahl an Gläubigen beneideten, die seine Predigten verfolgten.

## Karriere in Schweden
Sivers unternahm, wie seinerzeit üblich, ausgedehnte Reisen, mit denen er Freundschaften mit renommierten Geistlichen pflegte. Während einer Reise durch Skandinavien musste er sich wegen eines Beinbruchs längere Zeit in Linköping aufhalten. 1735 folgte er einem Ruf als Kompastor der deutschen Gemeinde in Norrköping. Hier gelang ihm ein Aufstieg, der ihm in Lübeck nicht möglich gewesen war, und er galt in Schweden als angesehener Universalgelehrter und eifriger Schriftsteller.
Als extrem orthodoxer Theologe ging Sivers zunächst gegen den in Norrköping florierenden Pietismus vor. 1746 wurde er zum Königlichen Hofprediger ernannt. 1747 übernahm er das Amt des Hauptpastors (kyrkoherde) in Tryserum, Hannäs und Fågelvik. 1748 wurde er Propst und zwei Jahre später Propst von Västervik und Norra Tjust. Die Universität Greifswald in Schwedisch-Pommern promovierte ihn 1756 zum Doktor der Theologie.
Während der Zeit in Schweden schrieb Sivers viele Gelegenheitsgedichte, Predigten und Festreden auf Deutsch, Schwedisch und Latein. Außerdem beschäftigte er sich mit Geologie und trug eine Sammlung von Mineralien zusammen, von der Teile heute in der Universität Lund zu finden sind. Darüber hinaus befasste er sich mit medizinischen und pharmazeutischen Themen. Seine wichtigsten Arbeiten behandelten historische Themen. Dazu gehörte eine Darstellung der Flucht von Gustav I. Wasa nach Lübeck oder die Geschichte der Stadt Västervik mit Abbildungen von Erik Dahlberg, die erst nach seinem Tod erschien.
Sivers starb als Gelehrter, der hohes Ansehen genoss. Sein 1738 begonnenes Stammbuch wird heute in der Stifts- och landsbiblioteket in Skara verwahrt.

## Familie
Sivers heiratete am 22. September 1737 Anna Maria Aschanius (* 28. Juli 1714 in Skrafwestad; 29. August in Norrköping). Das Ehepaar hatte den Sohn Nicolaus Hinrich Liljensparre (* 22. Juli 1738; † 5. Januar 1814), der als gefürchteter Stockholmer Polizeimeister geadelt wurde. Er ermittelte den Attentäter Jacob Johan Anckarström.
Am 5. Juli 1739 heiratete Sivers in zweiter Ehe Maria Magdalena Rising (* 9. März 1713 in Vimmerby; † vermutlich 1758 in Langemala). Die kinderlose Ehe wurde 1739 geschieden.
In dritter Ehe heiratete Sivers am 8. Oktober 1740 Helena Retzius (* 3. März 1714; † 24. März 1799), mit der er fünf Söhne und drei Töchter hatte.